# Ochrosia solomonensis
Ochrosia solomonensis är en oleanderväxtart som först beskrevs av Elmer Drew Merrill och Perry, och fick sitt nu gällande namn av F.R. Fosberg och P. Boiteau. Ochrosia solomonensis ingår i släktet Ochrosia och familjen oleanderväxter. Inga underarter finns listade i Catalogue of Life.